# Kuzco’s Königsklasse
Kuzco’s Königs-Klasse (englisch The Emperor’s New School) ist eine US-amerikanisch-kanadische Zeichentrickserie der Walt Disney Company. Die Serie basiert auf den Zeichentrickfilmen Ein Königreich für ein Lama und Ein Königreich für ein Lama 2 – Kronks großes Abenteuer.

## Handlung
Die Serie spielt in Peru. Der junge Inka-König Kuzco muss zur Schule gehen und die Kuzco-Academy erfolgreich bestehen, um König bleiben zu können. Neben seiner Faulheit und seinem extremen Egozentrismus stehen Kuzco dabei vor allem die böse Zauberin Yzma sowie deren Assistent Kronk im Weg. Sie wurde von ihm entlassen und sinnt nun auf Rache. Es gelingt ihr, unter dem Namen Amzy Direktorin an Kuzcos Schule zu werden. Nach Kuzcos Sturz will sie Königin werden.
So muss er neben dem Schulalltag auch die Situationen meistern, in die ihn Yzma bringt. Dabei steht ihm sein Freund Patcha zur Seite. Zusätzlich ist er in seine Mitschülerin Malina verliebt. Am Ende der letzten Folge haben die beiden schließlich ein Date.

## Charaktere

### Hauptcharaktere
- Kuzco ist der Protagonist der Serie. Sämtliche Feiertage („Kuzcoween“, eine Anspielung auf den amerikanischen Feiertag Halloween), Institutionen („Kuzco Akademie“) oder Unterrichtsfächer („Kuzcology“) tragen seinen Namen. Er ist der 18 Jahre alte Monarch der Inka. Um sein Amt als König allerdings behalten zu können, muss er die „Kuzco Akademie“ absolvieren, sonst würde er seine Ansprüche auf den Thron verlieren. Er ist verliebt in seine Klassenkameradin Malina. Obwohl er ihr immer wieder seine Liebe gesteht, weist sie ihn ab und will mit ihm lediglich befreundet sein. Im Film Ein Königreich für ein Lama wird Kuzco als ausgesprochen habgierig dargestellt. Und so auch in der Serie „Kuzcos Königsklasse“.

- Malina ist eine beliebte Einserschülerin. Kuzco ist in sie verliebt und wirbt ständig um sie, was sie allerdings meist zurückweist. Wenn sie eine schlechte Note bekommt, reagiert sie darauf meist sehr empört und beschwert sich beim Lehrer, was sonst keine Figur der Serie tut. In der Kuzco-Academy ist sie nebenbei als Cheerleaderin tätig und damit sehr erfolgreich und beliebt. Von Kuzco wird sie immer wieder als „superheißes Teilchen“ bezeichnet.

- Kronk ist sowohl ein Freund von Kuzco als auch Yzmas Gehilfe und ein Schüler an der Kuzco-Academy. Seine Intelligenz ist im Kontrast zu seinem muskulösen und sportlichen Körperbau mäßig und daher ist er keine große Hilfe für Yzma. Nebenbei ist er erfolgreich als Truppenführer einer Pfadfindergruppe tätig und besitzt zu Tieren (insbesondere zu Eichhörnchen) einen guten Draht, was dazu führt, dass er mit allen Tieren reden kann. Er kann sich nicht merken, dass Amzy Yzma ist.

- Yzma ist die gerissene, steinalte Erzfeindin von Kuzco. Sie war lange Jahre lang die Verwalterin des Kuzco-Reiches, bis Kuzco sie am Anfang des ersten Filmes gefeuert hatte. Seitdem hofft sie, durch Betrügereien auf den Thron zu kommen und sich an Kuzco zu rächen. Als exzellente Zauberin erhofft sie sich, durch ihre Zauberkünste den Thron der Inka besteigen zu können. In der Serie oftmals auch als Rektorien Amzy zu sehen. Sie denkt sich viele, oftmals komplexe Pläne aus, um Kuzco zu vernichten. Im Film war sie kurzzeitig Königin der Inka, wurde dann aber wieder von Kuzco abgelöst. Über Yzmas Alter ist nur wenig bekannt. Sie ist mindestens 80 Jahre, nach Aussage der Filme über 130 Jahre alt. Viele ihrer früheren Klassenkameraden, die man bei einem Klassentreffen in Staffel 2 sehen kann, sind noch am Leben. Wenn sie eine Idee hat ruft sie oft „Brillant, BRILLANT, BRILLANT!“. Obwohl Yzma Kuzco den Thron streitig machen will, ist sie kein böser Mensch, sondern eher eine komische Figur. Yzma ist auch eine Meisterin der Verkleidung: So kann sie in Sekunden ihre Identität verändern, was Kronk oftmals veranlasst, sie zu bitten, sich in einen Clown (oder etwas anderes) zu verwandeln. Sie besitzt außerdem einen seltsamen Sinn für Humor, den Kronk nicht unbedingt mit ihr teilt.

### Nebencharaktere
- Patcha ist Kuzcos Freund (sowie mehr oder weniger eine Vaterfigur für ihn) und gewährt ihm vorübergehend Unterschlupf in seinem Haus, während Kuzco die Schule besuchen muss. Der übergewichtige, herzensgute Patcha war mit Kuzco schon in so manches Abenteuer verwickelt, weshalb er Kuzco wohl so gut kennt wie kein zweiter. Patcha ist eigentlich ein einfacher Bauer aus bescheidenen Verhältnissen, der zusammen mit seiner Frau Chicha und seinen Kindern in einem Haus auf einem Hügel lebt. Im Film beabsichtigte König Kuzco aus Patchas Dorf einen Vergnügungspark zu machen, konnte jedoch umgestimmt werden und ließ sich in einer kleinen Hütte nieder.

- Chicha ist die Frau von Patcha und kümmert sich liebevoll um die Kinder und Kuzco. Oft geht ihr der junge König auf die Nerven, aber sie versucht trotzdem, Kuzco immer hilfreich und loyal zur Seite zu stehen. Chicha kennt auch Yzma und ihre Tricks, selbst wenn Yzma verkleidet auftaucht, bemerkt Chicha es meist und warnt Kuzco vor ihr. Chicha ist in der Serie häufiger präsent als ihr Mann Patcha.

- Mr. Flaco Moleguaco ist der kleinwüchsige, stets genervte Lehrer von Kuzco. Er kann Kuzco nicht ausstehen. Kuzco kann sich Mr. Moleguacos Namen nicht merken und nennt ihn daher meist „Guacamole“. Als Kuzco für kurze Zeit den Kuzcogarten besuchen muss, erkennt Moleguaco, dass er seine Klasse ohne Kuzco eigentlich langweilig findet.

- Matta ist die nette, meist gelangweilte Kellnerin der Schule und taucht in vielen Folgen als Teil der Rahmenhandlung auf. In den Rückblenden ist deutlich zu erkennen, dass sie bereits in der Kindheit von Kuzco alt war.

- Yatta ist die Tochter von Matta und eine Freundin von Kuzco und Malina. Sie arbeitet in Mudka’s Nr. 12 als Kellnerin und geht diesem Job ohne jegliches Engagement nach.

- Guaka ist ein großer Fan von Kuzco und weiß außerdem mehr über ihn als dieser selbst. Er hat die Schule eigentlich schon absolviert, bleibt aber wegen Kuzco noch Schüler. Seit der zweiten Staffel ist er mit Kuzco befreundet und steht ihm immer bei, wenn es brenzlig wird.
- Bucky ist ein Eichhörnchen und guter Freund von Kronk, in Folge 7 ist er Kuzcos Nachhilfelehrer in „Eichhörnisch“, Kuzco mag ihn nicht besonders, hat ihm aber einmal das Leben gerettet. Bucky hat in der Serie neben mehreren Kurzauftritten auch eine eigene kurze Episode „Balloonatic“, in der er versucht, seine kleine Schwester mit Balloonskulpturen aufzuheitern. Bucky hat eine Vorliebe für Nüsse und Mangos.

## Konzeption
Fester Bestandteil jeder Folge sind „Kuzcos Kritzeleien“, in der Kuzco in gezeichneter Form seine Erlebnisse und Gedanken darstellt.
In der Serie treten viele Running-Gags auf – so ein Käfer, der den Hintergrund durchquert und von einem Affen gefressen wird, die Achterbahn zum Geheimlabor oder die Vergesslichkeit Yzmas, durch die sie ihre Zaubertränke verwechselt.

## Veröffentlichung
Die Serie wird seit dem 27. Januar 2006 in den USA auf dem Sender Disney Channel ausgestrahlt und läuft noch immer. Später begannen Ausstrahlungen auf den Sendern Toon Disney und ABC.
Die Serie wurde unter anderem auch auf Spanisch, Französisch und Italienisch vom Disney Channel gesendet. In Deutschland begann die Ausstrahlung am 17. Juni 2006 auf dem Disney Channel. Später folgten Wiederholungen durch Kabel 1, Super RTL und Disney Cinemagic.

### Synchronisation
| Rolle                  | Originalsprecher            | Deutscher Sprecher |
| ---------------------- | --------------------------- | ------------------ |
| Kuzco                  | J. P. Manoux                | Niko Macoulis      |
| Malina                 | Jessica DiCicco             | Angela Wiederhut   |
| Pacha                  | Fred Tatasciore (Staffel 1) | Reinhard Brock     |
| Pacha                  | John Goodman (Staffel 2)    | Reinhard Brock     |
| Chicha                 | Wendie Malick               | Alisa Palmer       |
| Chaca                  | Jessie Flower               | Lara Wurmer        |
| Tipo                   | Shane Baumel                |                    |
| Yzma / Direktorin Amzy | Eartha Kitt                 | Eva Pflug          |
| Kronk                  | Patrick Warburton           | Thomas Amper       |
| Herr Maulguako         | Curtis Armstrong            | Tobias Lelle       |

Als Gastsprecher traten bislang unter anderem Corey Burton, John DiMaggio, Zac Efron, Miley Cyrus, Gabriella Cilmi, Sara Bareilles und Katy Perry auf.

## Auszeichnungen
2007 wurde Eartha Kitt für ihre Synchronsprecherleistung in der Serie mit dem Annie Award und dem Daytime Emmy Award ausgezeichnet. 2008 erhielt sie ein weiteres Mal den Daytime Emmy Award für die Synchronisation der Yzma.